# 阿卜杜勒-瓦希德·拉希德
阿布·穆罕默德·拉希德·阿卜杜勒-瓦希德（阿拉伯语：‎；？—1242年12月4日），穆瓦希德王朝哈里发，1232年至1242年在位。
阿卜杜勒·瓦希德即位后继续试图统一处在内乱的帝国，但穆瓦希德王朝的解体反而在这一时代加速。1236年，特莱姆森的扎扬王朝独立。1242年，马林王朝攻占非斯。当年12月4日，他被发现亡于宫中水池中，可能是坠亡。其兄弟赛义德·穆塔迪德即位。